# Vortioksetin
Vortioksetin (Brintellix, Trintellix) multimodalan je antidepresiv iz klase serotoninskih modulatora i stimulatora. Rabi se za liječenje kliničke depresije. Također, vortioksetin se može koristiti i u liječenju anksioznih poremećaja.
Obično se vortioksetin dobro podnosi. Početna doza iznosi 5 mg, a može se povećati na 10 ili 20 mg. Nuspojave, iako različite, slične su onima koje uzrokuju antidepresivi SSRI skupine. No, vortioksetin nosi relativno manji rizik za nastanak apatije, emocionalne ravnodušnosti (eng. emotional blunting) i seksualne disfunkcije.
Vortioksetin je otkriven 2011., a patentirao ga je danski Lundbeck. Odobren je 2013. godine za korištenje u Sjedinjenim Državama i Europskoj uniji.

## Farmakodinamika
Smatra se da je mehanizam djelovanja vortioksetina povezan s izravnom modulacijom aktivnosti serotoninskih receptora i inhibicijom transportera serotonina (5-HT). Vortioksetin povećava koncentraciju serotonina inhibiranjem njegove ponovne pohrane u sinapsama te modulira određene serotoninske receptore. Specifičnije, vorioksetin djeluje kao inhibitor ponovne pohrane serotonina, kao agonist 5-HT1A receptora, parcijalni agonist 5-HT1B receptora, antagonist 5-HT1D, 5-HT3 i 5-HT7 receptora.